# Zachary Quinto

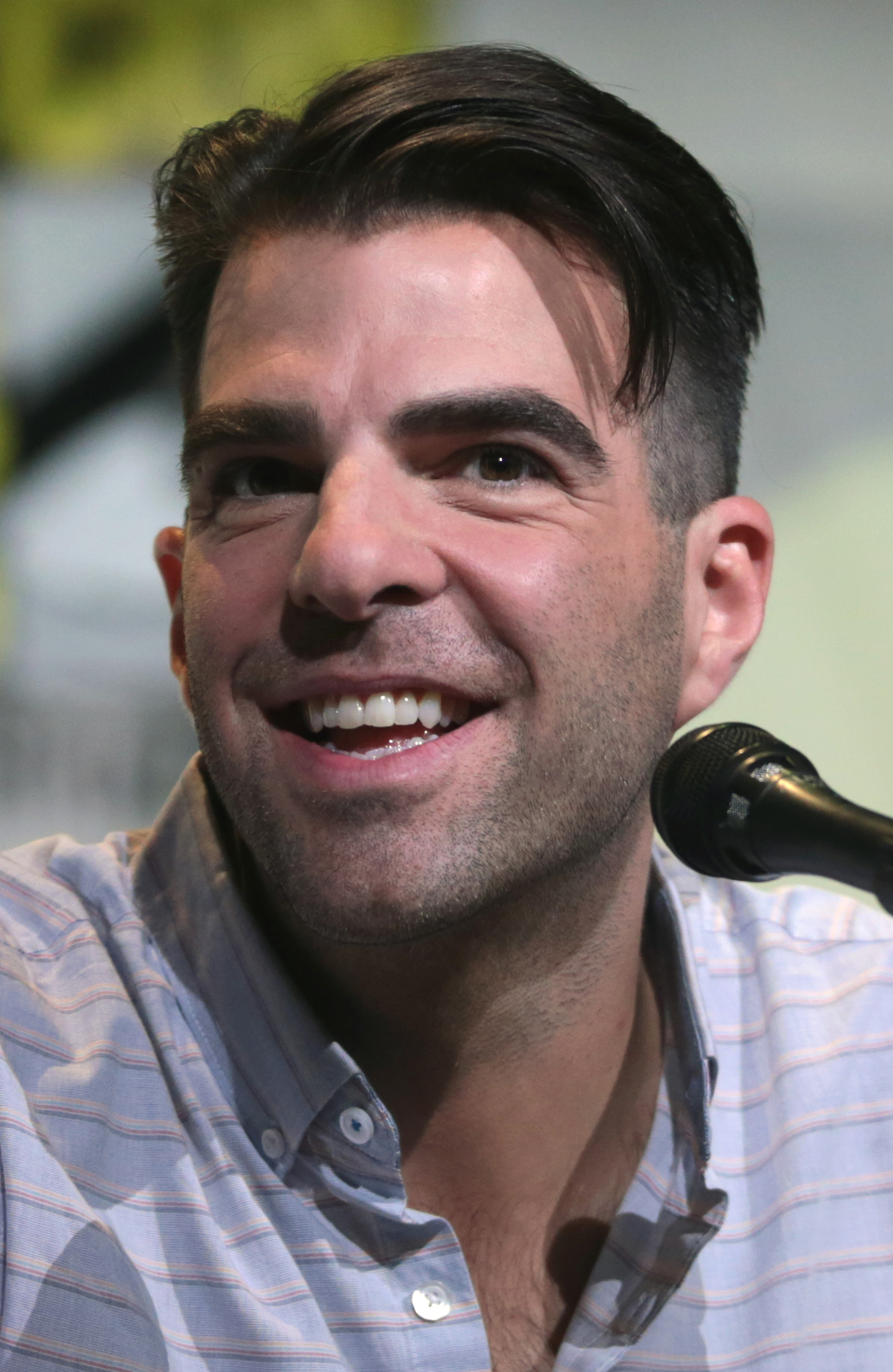
Quinto auf der Comic-Con 2016

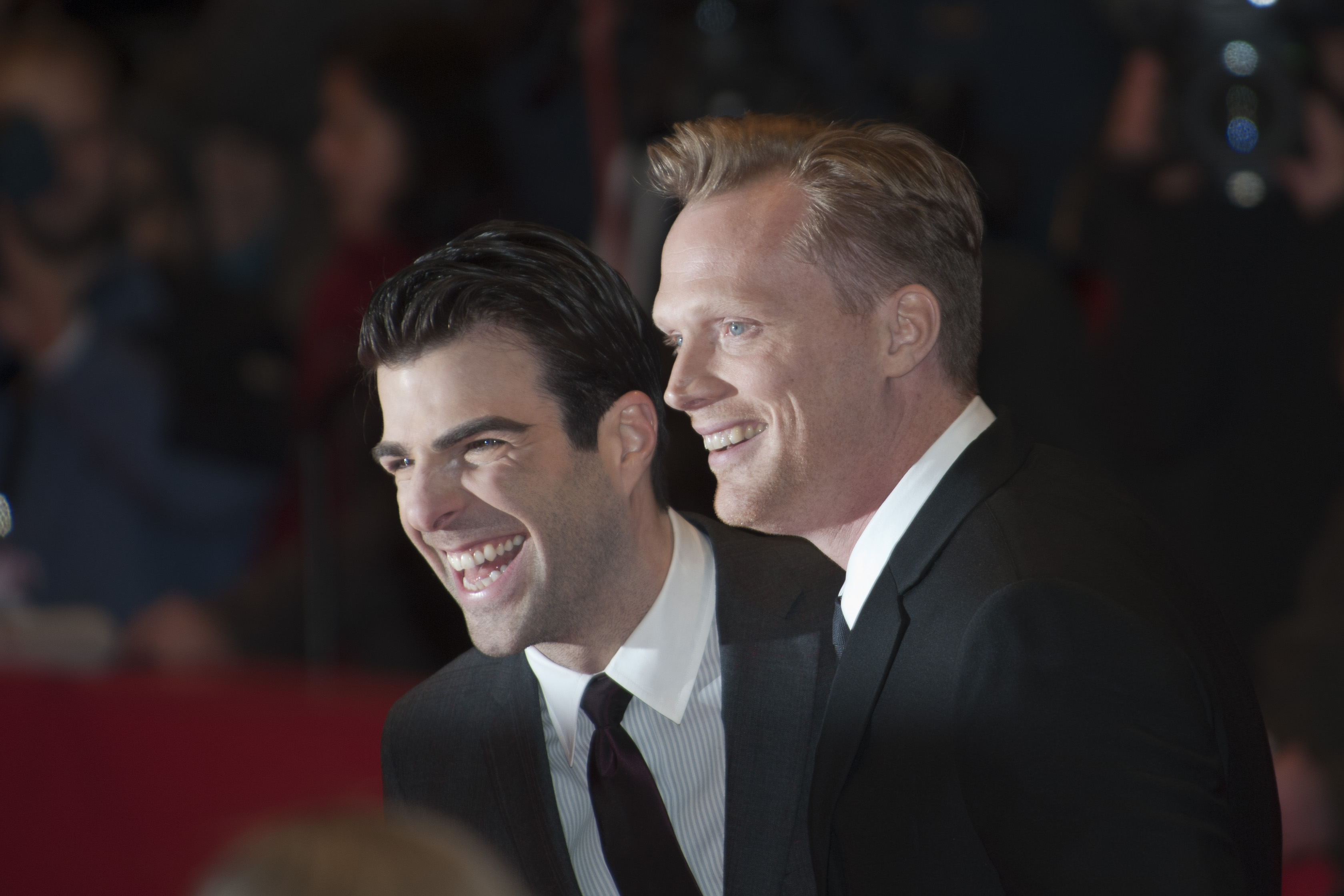
Quinto und Paul Bettany bei der Berlinale 2011

Zachary John Quinto (* 2. Juni 1977 in Pittsburgh, Pennsylvania) ist ein US-amerikanischer Schauspieler, Synchronsprecher und Filmproduzent. Bekannt wurde er durch die Rolle des Antagonisten Sylar in der Science-Fiction-Serie Heroes (2006–2010) und in der Rolle des Spock in den Filmen Star Trek (2009), Star Trek Into Darkness (2013) und Star Trek Beyond (2016).

## Leben
Quinto wurde als Sohn irischer und italienischer Eltern geboren und wuchs im Vorort Green Tree auf. Sein Vater John, von Beruf Friseur, starb an Krebs, als Zachary sieben Jahre alt war. Bereits mit elf Jahren trat Quinto in Produktionen der Musiktheaterensemble Pittsburgh City Light Opera auf. Seine erste schauspielerische Auszeichnung bekam er noch in High-School-Zeiten, den Gene Kelly Award, für seine Rolle in Pirates of Penzance. Er entschloss sich schnell dazu, den Weg eines Schauspielers einzuschlagen. Daher ging er nach Abschluss der Central Catholic High School im Jahr 1995 bis 1999 auf die Carnegie Mellon University, um das Musiktheater-Programm zu absolvieren.
Im Jahr 2000 zog Quinto nach Westen, um sich einen Namen in Hollywood zu machen. Er spielte in Serien wie CSI: Vegas, Six Feet Under – Gestorben wird immer, Charmed – Zauberhafte Hexen und Die himmlische Joan. Seine erste wiederkehrende Rolle bekam er 2004 als Adam Kaufman in der dritten Staffel der Actionserie 24. Nach einigen kleineren Rollen in der Sitcom Twins und in den Krimiserien Blind Justice – Ermittler mit geschärften Sinnen und Crossing Jordan – Pathologin mit Profil, trat Quinto wieder regelmäßig in der Sitcom So NoTORIous auf.
Von 2006 bis 2010 spielte Quinto in der NBC-Fernsehserie Heroes den Uhrmacher Gabriel Gray alias Sylar. Für diese Rolle war er in den Jahren 2007 und 2008 für den Teen Choice Award sowie den Scream Award als bester Bösewicht nominiert.
Im 2009 erschienenen Film Star Trek spielte er den jungen Mr. Spock. Er führte diese Rolle in den Fortsetzungen Star Trek Into Darkness (2013) und Star Trek Beyond (2016) fort.
Seit 2011 hat er eine wiederkehrende Rolle in der Serie American Horror Story.
2011 war Quinto Mitproduzent und einer der Hauptdarsteller in Der große Crash – Margin Call. Für den Film, der sich mit der Finanzkrise 2007 und 2008 auseinandersetzte, konnte ein Starensemble versammelt werden. Der Film erhielt mehrere Nominierungen und Auszeichnung namhafter Filmpreise.
2015 übernahm er in der Videospielverfilmung Hitman: Agent 47 die Rolle des Gegenspielers John Smith.
Im Oktober 2011 sprach Quinto erstmals offen über seine Sexualität und gab bekannt, dass er homosexuell ist. Er lebt mit seinem Partner im New Yorker Stadtteil SoHo.
2017 wurde er in die Academy of Motion Picture Arts and Sciences (AMPAS) aufgenommen, die jährlich die Oscars vergibt.
Nachdem er unter anderem in 24, Heroes und Margin Call von Daniel Fehlow synchronisiert worden war, ist seine feste deutsche Stimme heute Timmo Niesner, der die Rolle erstmals in Star Trek übernahm.

## Filmografie (Auswahl)
Schauspieler
- 2000: The Others (Fernsehserie, Folge 1x02)
- 2001: Ein Hauch von Himmel (Touched by an Angel, Fernsehserie, Folge 8x09)
- 2002: CSI: Den Tätern auf der Spur (CSI: Crime Scene Investigation, Fernsehserie, Folge 2x21)
- 2002: Off Centre (Fernsehserie, Folge 1x21)
- 2002: Lizzie McGuire (Fernsehserie, Folge 2x18)
- 2002: Haunted (Fernsehserie, Folge 1x02)
- 2003: Six Feet Under – Gestorben wird immer (Six Feet Under, Fernsehserie, Folge 3x03)
- 2003: Charmed – Zauberhafte Hexen (Charmed, Fernsehserie, Folge 5x18)
- 2003: Miracles (Fernsehserie, Folge 1x08)
- 2003–2004: 24 (Fernsehserie, 23 Folgen)
- 2004: Polizeibericht Los Angeles (Dragnet, Fernsehserie, Folge 2x07)
- 2004: Hawaii (Fernsehserie, Folge 1x06)
- 2004: Die himmlische Joan (Joan of Arcadia, Fernsehserie, Folge 2x07)
- 2005: Blind Justice – Ermittler mit geschärften Sinnen (Blind Justice, Fernsehserie, Folge 1x09)
- 2006: Crossing Jordan – Pathologin mit Profil (Crossing Jordan, Fernsehserie, Folge 5x12)
- 2006: Tori Spelling in So NoTORIous (So NoTORIous, Fernsehserie, 10 Folgen)
- 2006–2010: Heroes (Fernsehserie, 60 Folgen)
- 2009: Star Trek
- 2011: Der große Crash – Margin Call (Margin Call)
- 2011: Der perfekte Ex (What’s Your Number?)
- 2011: Hangover in L.A. (Girl Walks Into a Bar)
- 2011–2013, 2022–2023: American Horror Story (Fernsehserie, 28 Folgen)
- 2013: Star Trek Into Darkness
- 2014: We’ll Never Have Paris
- 2015: I Am Michael
- 2015: Girls (Fernsehserie, 2 Folgen)
- 2015: The Slap (Fernsehserie, 7 Folgen)
- 2015: Hannibal (Fernsehserie, 2 Folgen)
- 2015: Hitman: Agent 47
- 2016: Tallulah
- 2016: Star Trek Beyond
- 2016: Snowden
- 2017: Aardvark
- 2017: Who We Are Now
- 2018–2019: Einfach rätselhaft – mit Zachary Quinto (In Search of..., Dokumentarserie, 18 Folgen)
- 2018: Hotel Artemis
- 2019: Unbreakable Kimmy Schmidt (Fernsehserie, 2 Folgen)
- 2019: High Flying Bird
- 2020: Little America (Fernsehserie, Folge 1x04)
- 2019–2020: NOS4A2 (Fernsehserie, 20 Folgen)
- 2020: The Boys in the Band
- seit 2021: Invincible (Fernsehserie, Stimme)
- 2023: Down Low
- 2023: The Killer on the Road (He Went That Way)
- 2023: Boys on Film 23: Dangerous to Know

Produzent
- 2008: Bordeaux (Kurzfilm)
- 2009: Hostage: A Love Story (Kurzfilm)
- 2010: Before After (Kurzfilm)
- 2011: Der große Crash – Margin Call (Margin Call)
- 2013: Breakup at a Wedding
- 2017: Aardvark
- 2020: NOS4A2 (Fernsehserie, 10 Folgen)